# U-208
U-208 — средняя немецкая подводная лодка типа VIIC времён Второй мировой войны.

## История
Заказ на постройку субмарины был отдан 16 октября 1939 года. Лодка была заложена 5 августа 1940 года на верфи «Германиаверфт» в Киле под строительным номером 637, спущена на воду 21 мая 1941 года. Лодка вошла в строй 5 июля 1941 года под командованием оберлейтенанта Альфред Шлипера.

### Флотилии
- 5 июля — 31 августа 1941 года — 5-я флотилия (учебная)
- 1 сентября — 7 декабря 1941 года — 1-я флотилия

### История службы
Лодка совершила 2 боевых похода. Потопила одно судно водоизмещением 3.872 брт.
Потоплена 7 декабря 1941 года в Атлантике к западу от Гибралтара, в районе с координатами 35°51′ с. ш. 07°45′ з. д. глубинными бомбами с британских эсминцев HMS Harvester и HMS Hesperus. 45 погибших (весь экипаж).
До января 1986 года историки считали, что U-208 была потоплена 11 декабря 1941 года в Атлантике к западу от Гибралтара, в районе с координатами 36°40′ с. ш. 09°20′ з. д. глубинными бомбами с британского корвета HMS Bluebell. На самом деле Bluebell атаковал U-67 и нанёс ей серьёзные повреждения.